# Lays-sur-le-Doubs
Lays-sur-le-Doubs ist eine französische Gemeinde im Département Saône-et-Loire in der Region Bourgogne-Franche-Comté. Sie gehört zum Arrondissement Louhans und zum Kanton Pierre-de-Bresse. Der Ort hat 162 Einwohner (Stand 1. Januar 2022).

## Geografie

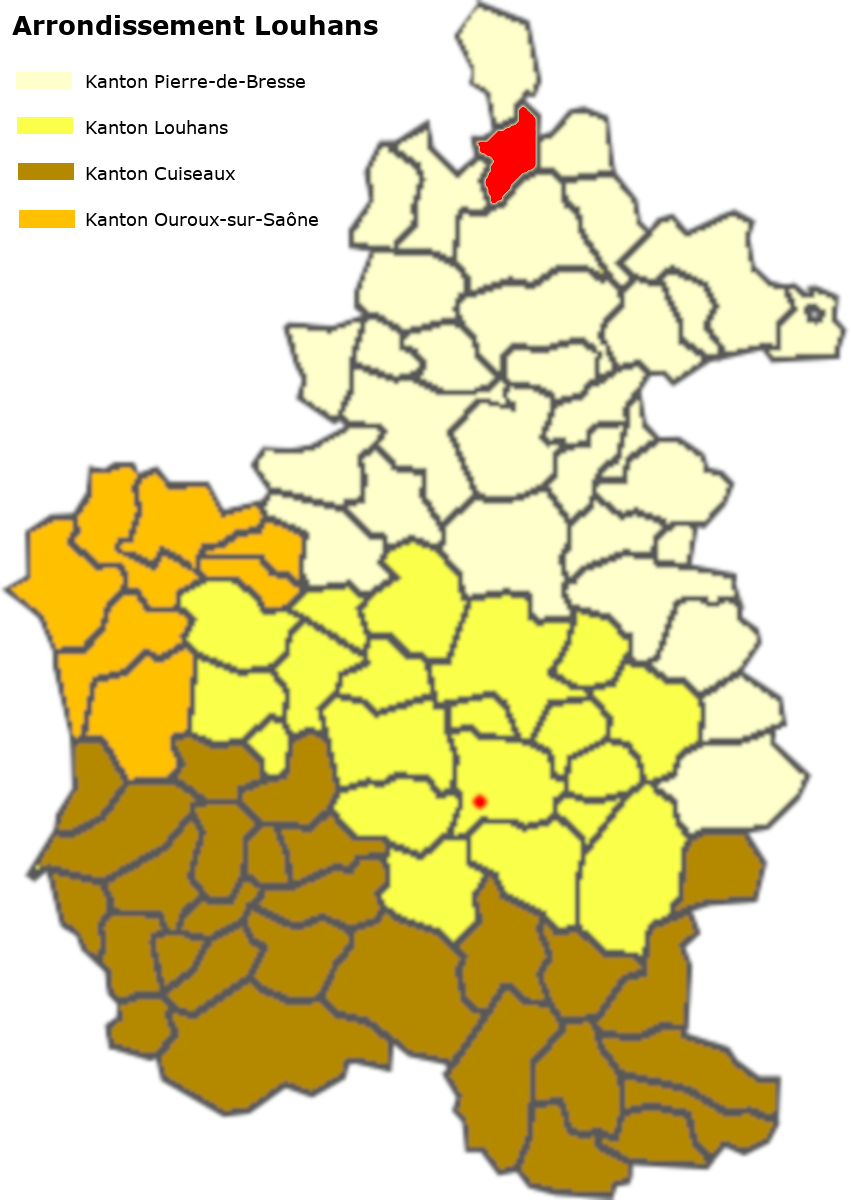
Lage der Gemeinde im Arrondissement Louhans

Die Gemeinde liegt im Norden des Arrondissement Louhans und grenzt im Nordosten mit seinem Gebiet nördlich des Doubs an das Département Jura und im Nordwesten an das Arrondissement Chalon-sur-Saône. Die Gemeinde liegt in der Landschaft des Vallée de la Saône. Das nördliche Gemeindegebiet wird vom Doubs durchzogen, nördlich des Doubs mündet zudem die Sablonne. Das südliche Gemeindegebiet durchfließt La Breux und nimmt etliche Biefs auf. In Nord-Süd-Richtung verläuft die Departementsstraße D203, die Pourlans mit dem vier Kilometer entfernten Pierre-de-Bresse verbindet. In Ost-West-Richtung verbindet die Départementsstraße D118 Fretterans mit Charette-Varennes. Der Siedlungsraum ist eng zusammengeschlossen und weist lediglich Le Vieux Port als Außensiedlung auf. Das Gemeindegebiet beidseits des Doubs ist stark bewaldet, das Gebiet südlich des Ortes besteht aus ausgedehnten landwirtschaftlichen Anbauflächen. Zur Gemeinde gehören die folgenden Weiler und Fluren: les Essarts, le Gravier, Ile-Fondée, le Môle, le Pâquier, le Pommeret, la Rocorne, Sur-l’Eau, le Vieux-Port.

### Klima
Das Klima in Lays-sur-le-Doubs ist warm und gemäßigt. Es gibt das ganze Jahr über deutliche Niederschläge, selbst der trockenste Monat weist noch hohe Niederschlagsmengen auf. Die Klassifikation des Klimas nach Köppen und Geiger ist Cfb ((Gemäßigtes) Ozeanklima). Die Temperatur liegt im Jahresdurchschnitt bei 11,9 °C. Der wärmste Monat ist der Juli mit einer Durchschnittstemperatur von 21,0 °C, der kälteste der Januar mit 3,2 °C. Über ein Jahr verteilt summieren sich die Niederschläge auf 1065 mm, dabei ist der November mit 110 mm der niederschlagsreichste, während Februar und März als trockenste Monate 77 mm aufweisen. Über das ganze Jahr werden etwa 2699 Sonnenstunden gezählt.
|                        | Jan | Feb | Mär  | Apr  | Mai  | Jun  | Jul  | Aug  | Sep  | Okt  | Nov  | Dez |   |      |
| Mittl. Temperatur (°C) | 3,2 | 3,8 | 7,5  | 11,1 | 15,0 | 19,1 | 21,0 | 20,6 | 16,9 | 12,8 | 7,3  | 4,0 | ⌀ | 11,9 |
| Mittl. Tagesmax. (°C)  | 6,2 | 7,6 | 11,9 | 15,8 | 19,4 | 23,8 | 25,8 | 25,5 | 21,5 | 16,9 | 10,5 | 6,8 | ⌀ | 16   |
| Mittl. Tagesmin. (°C)  | 0,5 | 0,4 | 3,1  | 6,2  | 10,2 | 14,0 | 16,0 | 15,7 | 12,6 | 9,0  | 4,3  | 1,4 | ⌀ | 7,8  |
|                        |     |     |      |      |      |      |      |      |      |      |      |     |   |      |
| Niederschlag (mm)      | 90  | 77  | 77   | 88   | 96   | 81   | 78   | 78   | 87   | 103  | 110  | 100 | Σ | 1065 |

| 0,5 |

| 0,4 |

| 3,1 |

| 6,2 |

| 10,2 |

| 14,0 |

| 16,0 |

| 15,7 |

| 12,6 |

| 9,0 |

| 4,3 |

| 1,4 |

| 0,5 |

| 0,4 |

| 3,1 |

| 6,2 |

| 10,2 |

| 14,0 |

| 16,0 |

| 15,7 |

| 12,6 |

| 9,0 |

| 4,3 |

| 1,4 |

## Toponymie
Der Name kommt von Lasiacum, worin das keltische Wort  ach, aha, ara für Wasser enthalten ist.

## Geschichte
Lays war ehemals ein Ort von einiger Wichtigkeit. Nördlich des Doubs deutet der Flurname Le Môle auf eine alte Mühle hin, die einst auf den Ruinen einer Motte stand. Diese ehemalige Burg bildete die Grenze zwischen Herzogtum und Freigrafschaft Burgund. Ebenfalls am nördlichen Flussufer befand sich um 1600 noch die Kirche, zusammen mit einem Teil des Dorfes. Überschwemmungen zerstörten das Dorf vollständig und hinterließen lediglich Kiesbänke. Die Bewohner waren gezwungen, ihr Dorf in der Ebene südlich des Flusses wieder aufzubauen. Die heutige Dorfkirche stammt aus der Mitte des 19. Jahrhunderts und ist Petrus geweiht. Eine Pietà aus dem 16. Jahrhundert, die im Doubs gefunden wurde, steht heute in der Rue du Bourg.
Ein Dokument aus dem Jahr 1525 weist darauf hin, dass im Sand des Doubs Gold gefunden worden sei. Bereits seit 1504 hatten die Herren von Lays das Recht, im Geschiebe des Doubs nach Gold zu suchen. Seit dem 15. Jahrhundert bestanden zudem Schiffmühlen und ein Hafen am Südufer des Doubs. Das Überqueren des Doubs wurde von dort aus durch Boote, später durch Fähren sichergestellt, bis 1900 die erste Brücke gebaut wurde, die wiederum 1953 ersetzt wurde.
Eine erste Besiedlung dürfte in gallorömischer Zeit erfolgt sein, möglicherweise im Zusammenhang mit dem Bau der Römerstraße zwischen Pierre-de-Bresse und Pourlans. Der genaue Verlauf dieser Straße ist nicht bekannt, le vieux port könnte aber darauf hindeuten, dass dort bereits ein Übergang über den Doubs bestand. Später nannten sich die Herren nach dem Ort, Abkömmlinge der de Lays bekleideten hohe Funktionen am Hof und in der Armee der Herzöge von Burgund. In der ersten Hälfte des 15. Jahrhunderts gelangte die Herrschaft in den Besitz der Boutons. Anthol (Anthoine) Bouton verkaufte sie 1534 an Philippe Chabot, Admiral von Frankreich. Später gehörte Lays wechselnden Besitzern, unter anderen auch den Coligny, bis sie 1646 von Pierre de Truchis übernommen wurde. Die de Truchis ließen das Schloss auf dem linken Flussufer wieder neu erbauen, nachdem es 1594 durch die Einwohner von Dole zerstört worden war.
Das Rodel von 1612 enthält interessante Hinweise auf Regelungen, die in der Region galten. So war es lediglich den Einwohnern von Lays erlaubt, im Doubs zu fischen, jedoch lediglich zu Fuß. Wer mit Nauen und Netz fischte, wurde gebüßt und seine Gerätschaften konfisziert. Enthalten ist ebenfalls der Tarif für die Flussüberfahrt, unterteilt in beschlagene und unbeschlagene Pferde sowie menschliche Passagiere. Die Einwohner von Lays mussten für die Überfahrt nichts bezahlen, hatten jedoch dem Fährmann jährlich eine Garbe Weizen oder anderes Getreide abzuliefern. Zudem mussten sie das notwendige Holz für den Unterhalt der Boote schlagen und heranführen, andererseits waren sie die einzigen, die berechtigt waren, Schiffsmühlen zu bauen und zu betreiben. Bemerkenswert auch die Steuern, der Grundherr hatte Anrecht auf den Dreizehnten. Die Einwohner waren gehalten, vor dem Einfahren der Ernte, dreimal laut nach den Leuten des Grundherrn zu rufen, damit diese je die 13. Garbe einziehen konnten.
Als sich Frankreich im Zweiten Weltkrieg unter deutscher Besatzung befand, warfen Alliierte am 25. Juni 1944 nahe von Lays-sur-le-Doubs bedeutende Mengen an Waffen für den Kampf der Résistance gegen die Deutschen ab. Die Gruppe um den Immobilienagenten Paul Mouret, der zuvor meist in Navilly und Pourlans aktiv gewesen war, sammelte einen Großteil dieser Waffen ein und leitete sie an andere Kampfzellen des Widerstands weiter.

### Die Herren von Lays
Nach der Herrschaft Lays nannte sich eine alte Familie, deren Mitglieder hohe Hofämter und Offiziersränge bekleideten. Um 1200 war Hugues de Lays Marschall von Burgund, Olivier de Laye war 1350 Gouverneur von Burgund, während der Regierungszeit von König Jean le Bon. Schließlich war 1408 Girard de Laye Fahnenritter und 1417 Eustache Berater des Herzogs von Burgund.
Im 16. Jahrhundert war die Herrschaft Lays im Besitz der Boutons, die es aber schon 1534 verkauften an Philippe Chabot. Es folgten etliche Handänderungen: gegen 1550 an Claude de Frangey, 1564 an Écuyer ‘’Antoine de Saillant’’. Die Herrschaft gelangte schließlich 1583 an Philibert de Coligny, dann zu Clériadus de Coligny-Cressia (1578–1644) und endlich zu Joachim de Coligny-Cressia.
Um 1646 erwarb Pierre de Truchis die Herrschaft Lays. In der Folge wurde sie durch Erbgang mehrfach geteilt. Charles Étienne de Truchis de Lays ließ ein kleines aber hübsches Schloss erbauen, da das alte 1594 durch die Dolois zerstört worden war. Vor der Revolution gelangte das Lehen an Benoît Charles de Truchis de Lays, Hauptmann der Dragoner.
Mit der Französischen Revolution 1789 wurden die Vorrechte des Adels abgeschafft, sie behielten lediglich noch ihre Titel.

## Bevölkerung
| Lays-sur-le-Doubs: Einwohnerzahlen von 1793 bis 2020 | Lays-sur-le-Doubs: Einwohnerzahlen von 1793 bis 2020 | Lays-sur-le-Doubs: Einwohnerzahlen von 1793 bis 2020 | Lays-sur-le-Doubs: Einwohnerzahlen von 1793 bis 2020 | Lays-sur-le-Doubs: Einwohnerzahlen von 1793 bis 2020 |
| --- | ---------------------------------------------------- | ---------------------------------------------------- | ---------------------------------------------------- | ---------------------------------------------------- |
| Jahr |                                                      |                                                      |                                                      | Einwohner                                            |
| 1793 | 1793                                                 |                                                      | 482                                                  | 482                                                  |
| 1800 | 1800                                                 |                                                      | 468                                                  | 468                                                  |
| 1806 | 1806                                                 |                                                      | 549                                                  | 549                                                  |
| 1821 | 1821                                                 |                                                      | 542                                                  | 542                                                  |
| 1831 | 1831                                                 |                                                      | 594                                                  | 594                                                  |
| 1836 | 1836                                                 |                                                      | 611                                                  | 611                                                  |
| 1841 | 1841                                                 |                                                      | 601                                                  | 601                                                  |
| 1846 | 1846                                                 |                                                      | 565                                                  | 565                                                  |
| 1851 | 1851                                                 |                                                      | 581                                                  | 581                                                  |
| 1856 | 1856                                                 |                                                      | 575                                                  | 575                                                  |
| 1861 | 1861                                                 |                                                      | 564                                                  | 564                                                  |
| 1866 | 1866                                                 |                                                      | 533                                                  | 533                                                  |
| 1872 | 1872                                                 |                                                      | 498                                                  | 498                                                  |
| 1876 | 1876                                                 |                                                      | 500                                                  | 500                                                  |
| 1881 | 1881                                                 |                                                      | 463                                                  | 463                                                  |
| 1886 | 1886                                                 |                                                      | 453                                                  | 453                                                  |
| 1891 | 1891                                                 |                                                      | 502                                                  | 502                                                  |
| 1896 | 1896                                                 |                                                      | 440                                                  | 440                                                  |
| 1901 | 1901                                                 |                                                      | 431                                                  | 431                                                  |
| 1906 | 1906                                                 |                                                      | 404                                                  | 404                                                  |
| 1911 | 1911                                                 |                                                      | 406                                                  | 406                                                  |
| 1921 | 1921                                                 |                                                      | 354                                                  | 354                                                  |
| 1926 | 1926                                                 |                                                      | 329                                                  | 329                                                  |
| 1931 | 1931                                                 |                                                      | 315                                                  | 315                                                  |
| 1936 | 1936                                                 |                                                      | 297                                                  | 297                                                  |
| 1946 | 1946                                                 |                                                      | 247                                                  | 247                                                  |
| 1954 | 1954                                                 |                                                      | 227                                                  | 227                                                  |
| 1962 | 1962                                                 |                                                      | 241                                                  | 241                                                  |
| 1968 | 1968                                                 |                                                      | 218                                                  | 218                                                  |
| 1975 | 1975                                                 |                                                      | 232                                                  | 232                                                  |
| 1982 | 1982                                                 |                                                      | 192                                                  | 192                                                  |
| 1990 | 1990                                                 |                                                      | 170                                                  | 170                                                  |
| 1999 | 1999                                                 |                                                      | 147                                                  | 147                                                  |
| 2006 | 2006                                                 |                                                      | 123                                                  | 123                                                  |
| 2009 | 2009                                                 |                                                      | 127                                                  | 127                                                  |
| 2014 | 2014                                                 |                                                      | 140                                                  | 140                                                  |
| 2020 | 2020                                                 |                                                      | 156                                                  | 156                                                  |
| Quelle(n): EHESS/Cassini bis 2006, ab 2009 INSEE Anmerkung(en): • Ab 1962 offizielle Zahlen ohne Einwohner mit Zweitwohnsitz • Höchste Einwohnerzahl 1836 mit 611, tiefste Einwohnerzahl 2006 mit 123 (20,1 % vom Maximum) |                                                      |                                                      |                                                      |                                                      |

| Bevölkerungsstruktur | Anzahl Einwohner | männlich | weiblich | davon Ausländer | Anteil % |
| -------------------- | ---------------- | -------- | -------- | --------------- | -------- |
|                      | 158              | 90       | 68       | 2               | 1,2      |

| Männer | Alterstufe | Frauen |
| ------ | ---------- | ------ |
| 0      | 90 + älter | 3      |
| 9      | 75–89      | 7      |
| 30     | 60–74      | 23     |
| 17     | 45–59      | 11     |
| 16     | 30–44      | 11     |
| 4      | 15–29      | 5      |
| 13     | 0–14       | 7      |

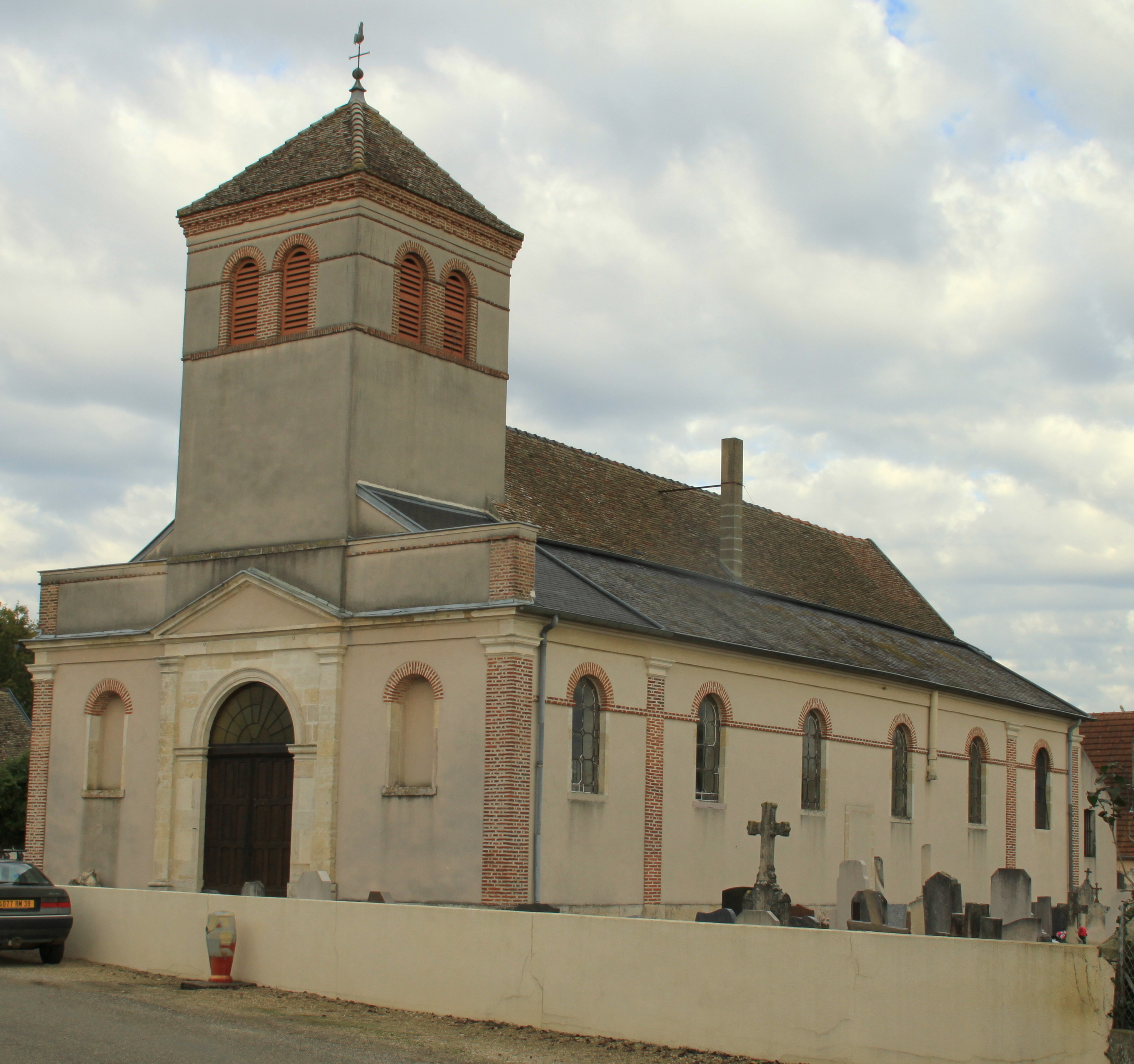
Kirche Saint-Pierre in Lays-sur-le-Doubs

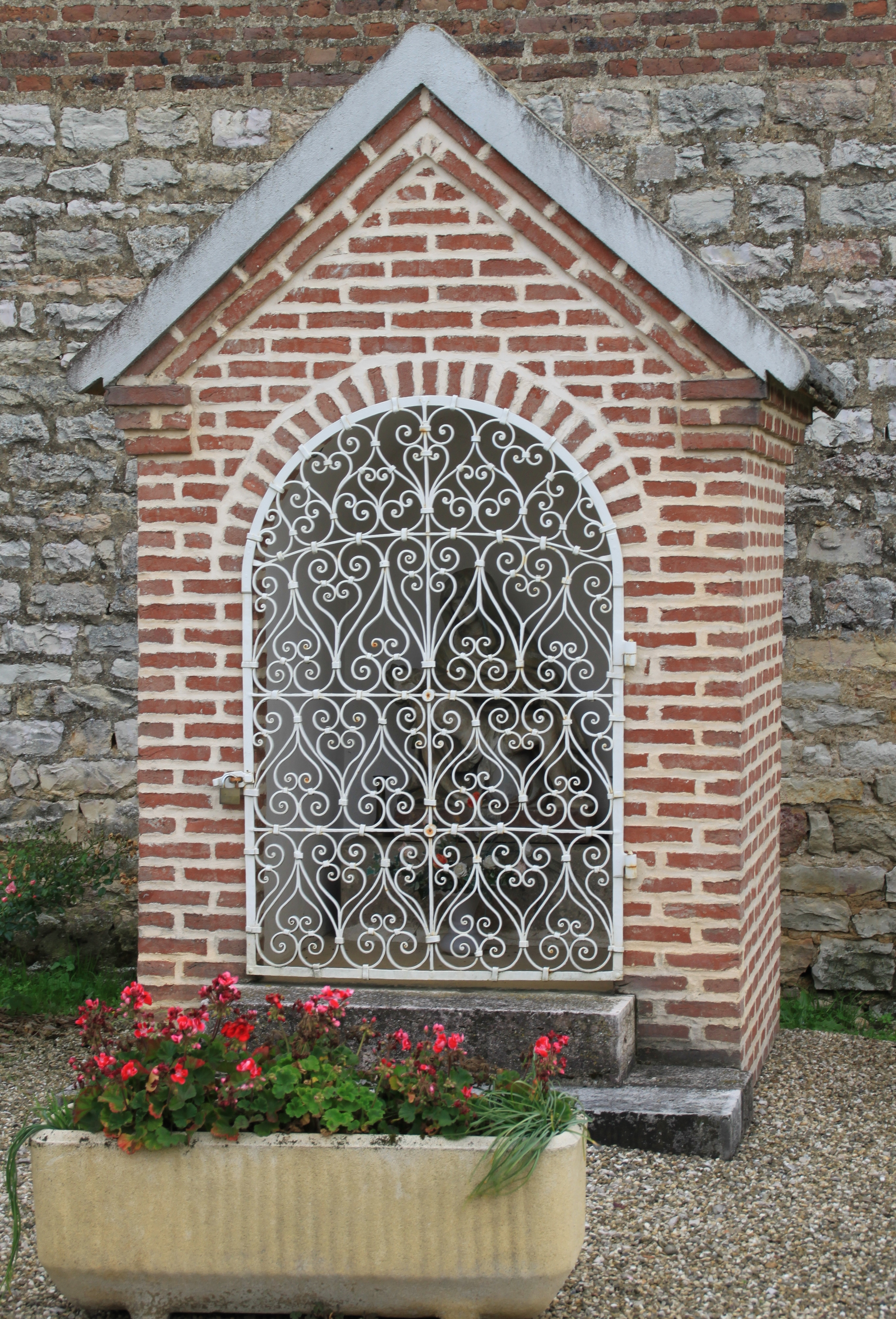
Oratorium der Pietà in der Rue du Bourg

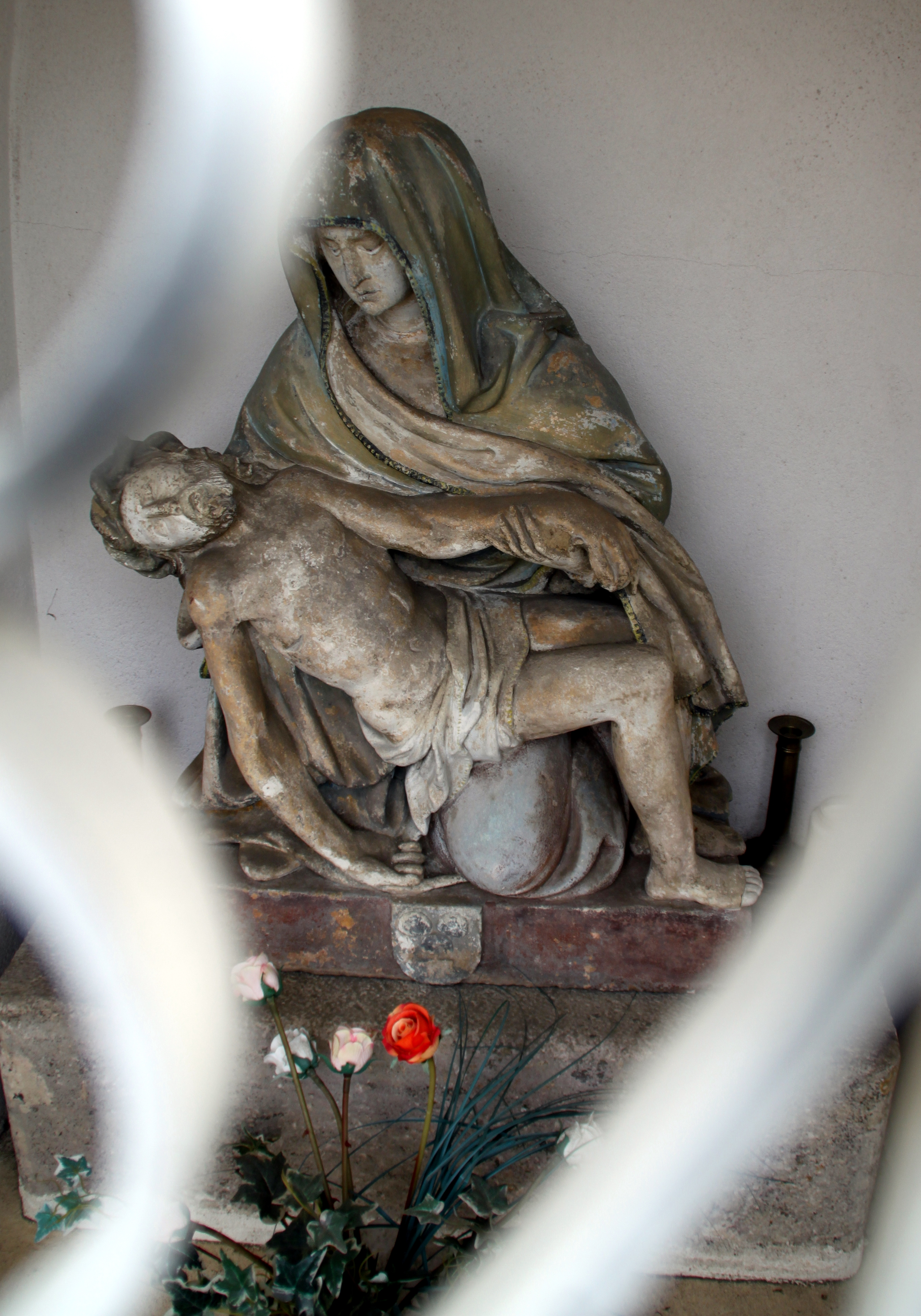
Pietà aus dem 16. Jahrhundert, gefunden im Doubs

Die Bevölkerungsstruktur zwischen Männern und Frauen weist einen starken Überhang zugunsten der Männer auf, die 57 % der Bevölkerung ausmachen, wobei 35 % der Bevölkerung jünger als 45 Jahre sind. Demgegenüber sind 46 % der Einwohner älter als 60 Jahre und damit im Rentenalter.
| Wohnstruktur               | Anzahl Wohneinheiten | davon Häuser | Wohnungen | sonstige |
| -------------------------- | -------------------- | ------------ | --------- | -------- |
|                            | 118                  | 114          | 3         | 1        |
| davon Hauptwohnsitz        | 81                   |              |           |          |
| Zweit- oder Ferienwohnsitz | 26                   |              |           |          |
| vakant                     | 11                   |              |           |          |

## Wirtschaft und Infrastruktur

### Unternehmen, Betriebe, Ladengeschäfte und Einrichtungen
In der Gemeinde befinden sich nebst Mairie und Kirche folgende Unternehmen nach Branchen:
| Branche                                                           | Anzahl Betriebe |
| ----------------------------------------------------------------- | --------------- |
| Industrie und verarbeitendes Gewerbe                              | 1               |
| Baugewerbe                                                        | 3               |
| Groß- und Einzelhandel, Verkehr, Beherbergung und Gastronomie     | 8               |
| Information und Kommunikation                                     |                 |
| Finanz- und Versicherungsdienstleistungen                         |                 |
| Grundstücks- und Wohnungswesen                                    | 3               |
| Freiberufliche, wissenschaftliche und technische Dienstleistungen |                 |
| Öffentliche Verwaltung, Unterricht, Gesundheits- und Sozialwesen  |                 |
| Sonstige Dienstleistungen                                         | 2               |
| Land- und Forstwirtschaftsbetriebe                                | 7               |

In der Gemeinde befinden sich eine Schreinerei/Zimmereie, ein Elektriker und ein Maler/Gipser. Im Ort befindet sich zudem ein Campingplatz (Zwei Sterne) mit 65 Plätzen und zwei Gîtes. Mit den Gütern des täglichen Bedarfs versorgen sich die Einwohner in Pierre-de-Bresse oder in Petit-Noir.

### Geschützte Produkte in der Gemeinde
Als AOC-Produkte sind in Lays-sur-le-Doubs Volaille de Bresse und Dinde de Bresse zugelassen, außer in den Gemeindeteilen nördlich des Doubs.

### Bildungseinrichtungen
Lays-sur-le-Doubs verfügt über keine eigenen schulischen Einrichtungen. Die Kinder werden in Schulen der umliegenden Gemeinden ausgebildet.

## Persönlichkeiten
- Philippe Chabot (1492–1543), Seigneur De Brion, Comte de Charny et Buzançois, war bekannt als Admiral De Brion. Unter François Ier bekleidete er das Amt des Admiral von Frankreich. Er war nach 1534 Herr von Lays-sur-le-Doubs.